# Desa Dawuan Wetan
Desa Dawuan Wetan (indonesiska: Dawuan Wetan) är en administrativ by i Indonesien.   Den ligger i provinsen Jawa Timur, i den västra delen av landet, 700 km öster om huvudstaden Jakarta.